# Geschiedenis van de wolf in België
De Europese wolf is endemisch in grote delen van Eurazië, inclusief in België. Naarmate het land dichter bevolkt en bebouwd werd, begon men het dier te bestrijden. In de 19e eeuw nam de wolvenpopulatie sterk af, tot het dier effectief van het Belgisch grondgebied verdween. Aan het begin van de 21e eeuw werden voor het eerst opnieuw rondzwervende wolven waargenomen, uit Oost- en Centraal-Europese populaties in het noorden van België en uit Franse populaties in het zuiden. De terugkeer lokt verdeelde reacties uit.

## Uitroeiing
In de hoge middeleeuwen keerde het imago van de wolf ten kwade. Het was een van de weinige diersoorten die ongestraft mocht worden gedood, en waarvan de verdelging zelfs werd aangemoedigd. De Vlaamse kasselrijen kenden vanaf de 14e eeuw premies toe aan iedereen die een wolf doodde. In de andere gewesten was dit eerst voorbehouden aan officiële jagers en werden de premies pas tijdens de Tachtigjarige Oorlog veralgemeend.

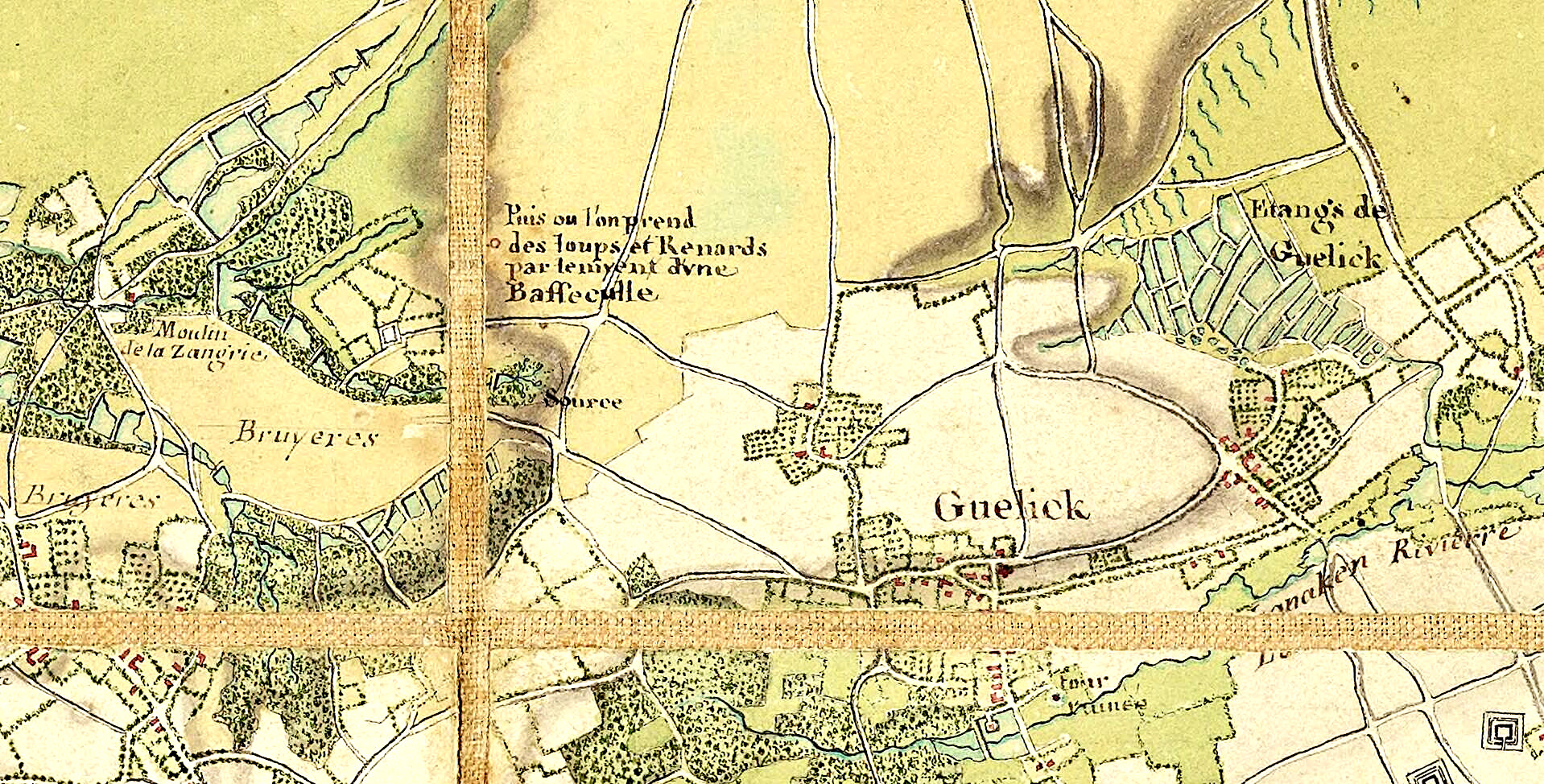
Detail uit een Franse kaart van Gellik in 1748, waarop een wolfskuil staat aangeduid.

Door de almaar intensievere exploitatie van het land door landbouw en jacht, slonk het aantal prooidieren in de 18e en 19e eeuw en gingen wolven vaker vee en huisdieren aanvallen. Daardoor werd de wolf meedogenloos vervolgd en nam het aantal dieren snel af. Omstreeks 1800 was er nog een aanzienlijke populatie, maar enkele decennia later was de wolf zo goed als uitgestorven in België. Tegen 1815 was de wolf verdwenen uit de Brusselse rand, waar ze enkele jaren voordien nog een plaag vormde. In 1830 meldde geograaf Philippe Vandermaelen in verschillende bosrijke gemeenten van de provincie Luik nog het voorkomen van wolven. Over de allerlaatste wolf of wolven in België bestaan er verschillende hypothesen: doodde koning Leopold ze in 1844 in de Ardennen, werden ze in 1868 gedood bij Merksplas, sneuvelde hij tijdens een jachtpartij bij Virton in 1898, of schoot men hem pas in 1923 neer bij Évelette? Tegen het einde van de 19e eeuw was de soort in elk geval uitgeroeid in België.

## Herstel
Europese wolvenpopulaties begonnen zich te herstellen na de jaren 1950, toen traditionele plattelandseconomieën afzwakten en de nood om wolven te verjagen verdween. Vanaf de jaren 1980 breidden kleine populaties zich uit en vestigden zij zich opnieuw in delen van hun voormalige leefgebied, bijvoorbeeld vanuit Italië naar de Franse Alpen. Vanuit Polen verbreidde de wolf zich richting Oost-Duitsland, waar in 2000 de eerste wolvenpups werden geboren. Eind 20e eeuw groeide het bewustzijn over de achteruitgang van biodiversiteit. Sinds 1982 is de wolf in België en grote delen van Europa beschermd onder de Conventie van Bern en sinds 1992 ook door de Habitatrichtlijn. De bescherming van grote open ruimtegebieden speelde eveneens een rol in het herstel van wolvenpopulaties.
In 2000 werd een wolfachtig dier gesignaleerd in het Waasland en Zeeuws-Vlaanderen en werden gedode schapen en pluimvee aangetroffen. Op basis van een video-opname meende Theo van Hilst van Stichting Wolvenopvang Nederland dat het om een wolf of wolf-hondhybride ging. Er werd zowel in België als Nederland een grootschalige zoektocht opgezet naar de 'Waaslandwolf' en er ontstond een mediahype. Het dier werd mogelijk gedood eind 2000, waarna de meldingen ophielden.
In Wallonië werden er in 2011 wolven gesignaleerd (Gedinne, Namen) en opnieuw in 2016 (Masbourg, Luxemburg). In januari 2018 was de eerste bevestigde terugkeer van de wolf in Vlaanderen. In 2020 stond de teller op elf passerende wolven in totaal, waarvan vijf in Vlaanderen en zes in Wallonië. Sinds 2018 is er een roedel gevestigd in de buurt van Hechtel-Eksel in Limburg, initieel rond Naya en August, nadien rond August en Noëlla. Noëlla had een worp in 2020, 2021, 2022 en 2023.
In december 2021 werd ook in de provincie Vlaams-Brabant voor het eerst na zo'n 200 jaar opnieuw een wolf vastgesteld, en in februari 2022 voor het eerst in Oost-Vlaanderen. Er werd een DNA-staal genomen van een aangevreten ree in de Moervaartvallei, dat bleek toe te behoren aan een niet individueel te identificeren dier uit de Centraal-Europese wolvenpopulatie. Het was de eerste bevestigde wolf ten westen van de Schelde. Natuurbeheerders en onderzoekers vermoeden dat het om een rondzwervende wolf ging.

### Lijst van wolven

#### Zwervers
- Roger (GW913m) (2017–2018), afkomstig uit Duitsland, doodgereden in Opoeteren
- GW1554m (2018–2020), afkomstig uit Meppen (Duitsland), trok via Nederland en België naar de Franse Vogezen, daar legaal geschoten in september 2020.
- GW1608m, (2018-heden) Afkomstig van Rodewald-roedel, trok via Nederland en België naar Luxemburg, en terug naar regio Bremen in september 2021.
- GW1625m, Alpiene wolf, trok naar Nederland en verbleef korstondig in België (Noorderkempen).
- GW2089m, Afkomstig uit Nordrhein-Westfalen. Verbleef enkele weken in regio Kalmthout in winter 2020-2021.
- GW2402m, alpiene wolf, verbleef een drietal weken rond november 2021 in de buurt van Kalmthout, trok vervolgens naar Duitsland
- GW2506m (?–2022), alpiene wolf, gestorven in het Albertkanaal in Hasselt
- ?, doodde in december 2021 een ree in Tielt-Winge
- ?, waargenomen in mei 2021 in Oost-Vlaanderen
- ?, waargenomen in mei 2023 in Proven (Poperinge),[18] vermoedelijk afkomstig uit Frankrijk

#### Roedel Hechtel-Eksel
- Naya (GW680f) (2016–2019), in januari 2018 vanuit Duitsland naar Limburg getrokken, vormde een paar met August
- August (GW979m) (?–2023), vermoedelijk afkomstig uit Polen, in 2018 vanuit Duitsland via Nederland naar Limburg getrokken, vormde een paar met Naya, vervolgens met Noëlla, in 2023 doodgereden[19]
- Noëlla (GW1479f) (?–heden), in december 2019 vanuit Duitsland naar Limburg getrokken, vormde een paar met August
  - GW1922f (2020–2020)
  - GW1923f (2020–2020)
  - GW1924m (2020–), trok in 2022 naar Duitsland
  - GW1954m (2020–)
  - GW1963m (2020–), spoorloos sinds april 2021
  - GW2379m (2021–2022),  doodgereden op A2 in Nederweert, Nederland april 2022
  - GW2432m (2021–2022), doodgereden op A67 in Nederland februari 2022
  - GW2433m (2021–2022), doodgereden op A2 in Weert februari 2022
  - GW2434m (2021–2021), doodgereden op N117 in Peer november 2021
  - GW2435m (2021–heden), trok in 2023 naar Nederland[20]
  - GW2807m (2021–heden)
  - 9 welpen (2022–)
  - 5 welpen (2023–)[21]
- Maurice (GW2398m) (?-heden) in 2024 vanuit van Nederland over Duitsland naar Limburg getrokken, vormt vermoedelijk een paar met Noëlla [22]
  - minstens 2 welpen (2025-)[23]

#### Gevestigd in noorden van Antwerpen
- Emma (GW3449f) (2022-heden)[24][25]